# Thermosphaeroma subequalum
Thermosphaeroma subequalum är en kräftdjursart som beskrevs av Cole och Bane 1978. Thermosphaeroma subequalum ingår i släktet Thermosphaeroma och familjen klotkräftor. IUCN kategoriserar arten globalt som livskraftig. Inga underarter finns listade i Catalogue of Life.